# Mètre ruban
Pour les articles homonymes, voir Mètre et Ruban.

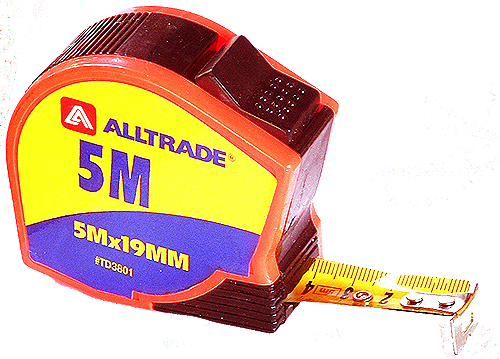
Un mètre ruban rétractable.

Un mètre ruban (ou simplement mètre), également appelé ruban à mesurer au Canada, est un instrument de mesure formé d'une règle graduée flexible et pouvant s'enrouler, ce qui rend son transport très aisé. Il permet également de mesurer des surfaces courbes. Il aurait été mis en usage vers 1814 par le tailleur Barde,, la paternité de l'invention étant toutefois disputée.

## Mètre de couturière
Les mètres ruban les plus simples sont en tissu, longs de 1, 1,5 ou 2 mètres ; leur usage est courant en couture et en confection.

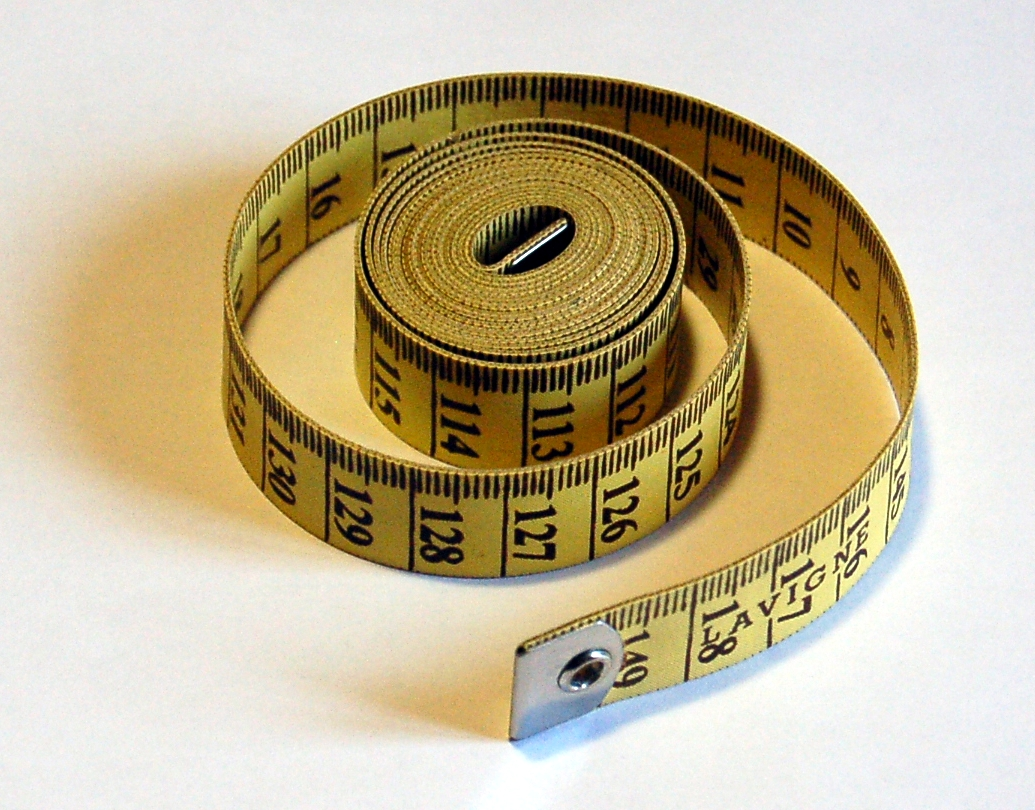
Un mètre ruban « de couturière ».

## Mètre rétractable

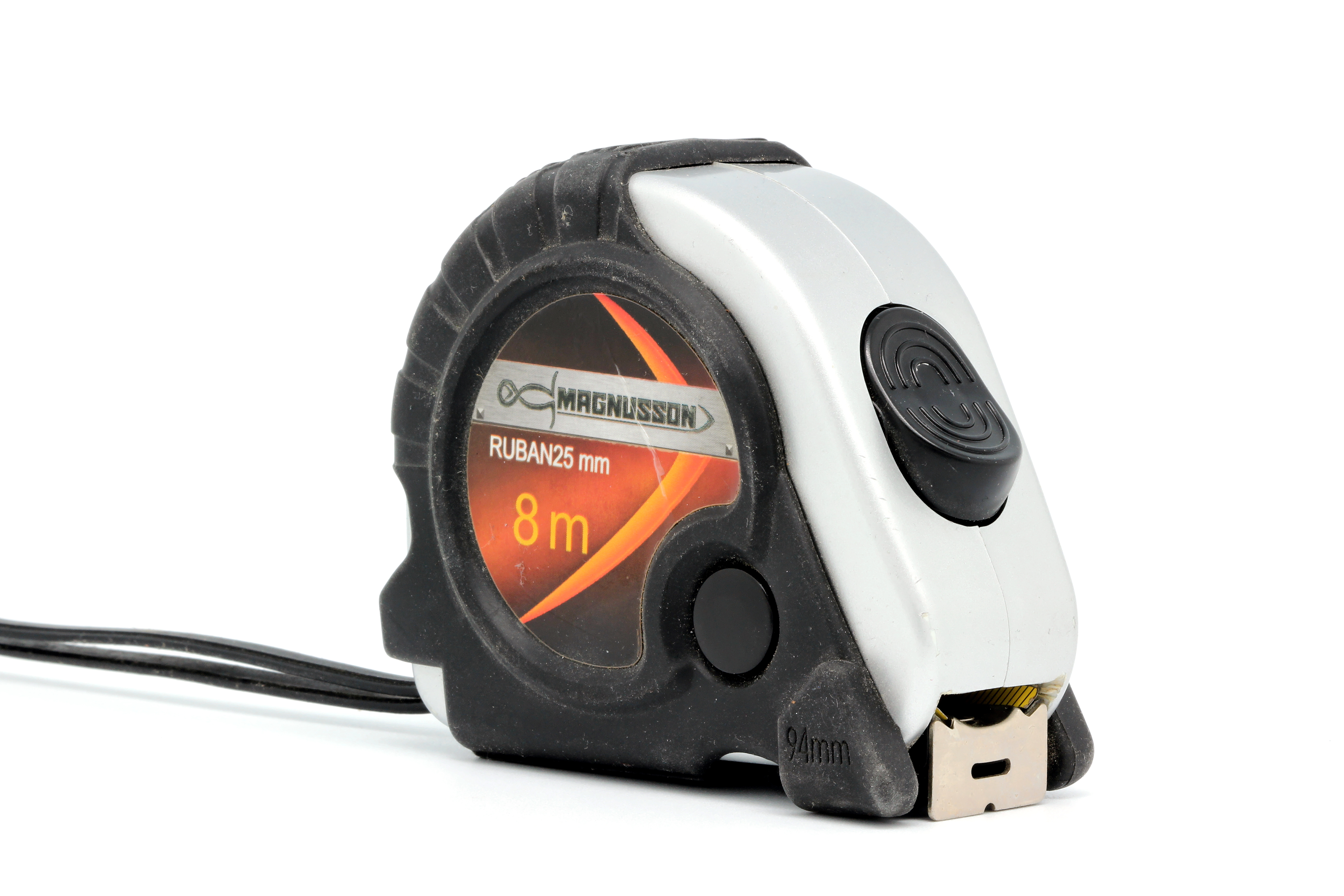
Un mètre rétractable, de 8 mètres

Ces mètres rubans, appelés encore « galons à mesurer » ou « rubans à mesurer » au Québec, mesurent de 1 à 10 mètres, sont constitués d'une lame d'acier graduée qui s'enroule automatiquement dans un boîtier en plastique ou en métal grâce à un ressort interne. La lame d'acier qui les constitue est incurvée, ce qui les rend rigides une fois déroulés, les plus robustes peuvent être utilisés verticalement jusqu'à plusieurs mètres sans support.

## Appellations

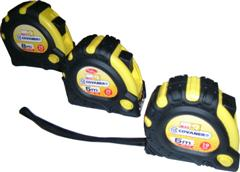
Mètres de différentes longueurs, avec des largeurs de 16 à 25 mm

D'autres appellations comme mesures roulantes sont également données au mètre ruban, les mesures les plus courantes pour cette appellation sont de 2, 3, 5, 8 et 10 mètres en Europe, les largeurs peuvent varier de 16 mm à 32 mm (souvent à partir de 5 m de longueur).

## Chevillère ou décamètre

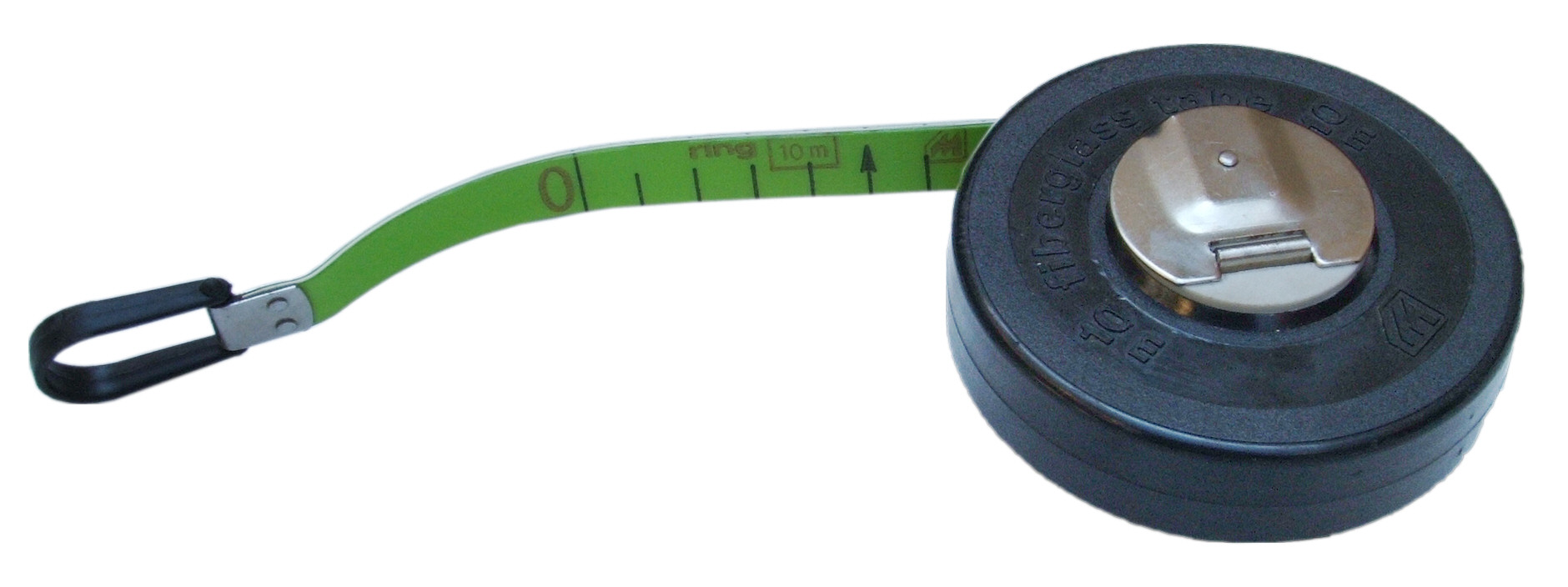
Une chevillière

Les instruments à ruban les plus longs sont à manivelle, ils sont appelés selon les régions mètres-ruban, chevillère ou chevillière, décamètre (10 m), double décamètre (20 m), triple décamètre (30 m). Il en existe aussi de 50 et même de 100 mètres. Ce sont ces rubans qui servaient à la mesure de saut ou de lancer en athlétisme, avant l'usage actuel de tachéomètres. Le ruban peut être souple (en tissu gommé) ou plus rigide (en métal), notamment pour les travaux d'arpentage. 
Quand une précision élevée est exigée, ces rubans doivent être étalonnés. Leur usage est alors soumis à une méthodologie particulière, notamment de mesure de température ambiante pour compensation à l'aide d'une formule correspondant au coefficient de dilatation du matériau, et à une mise en tension à l'aide d'un dynamomètre à une valeur précisée sur le certificat joint au ruban.

## Précision

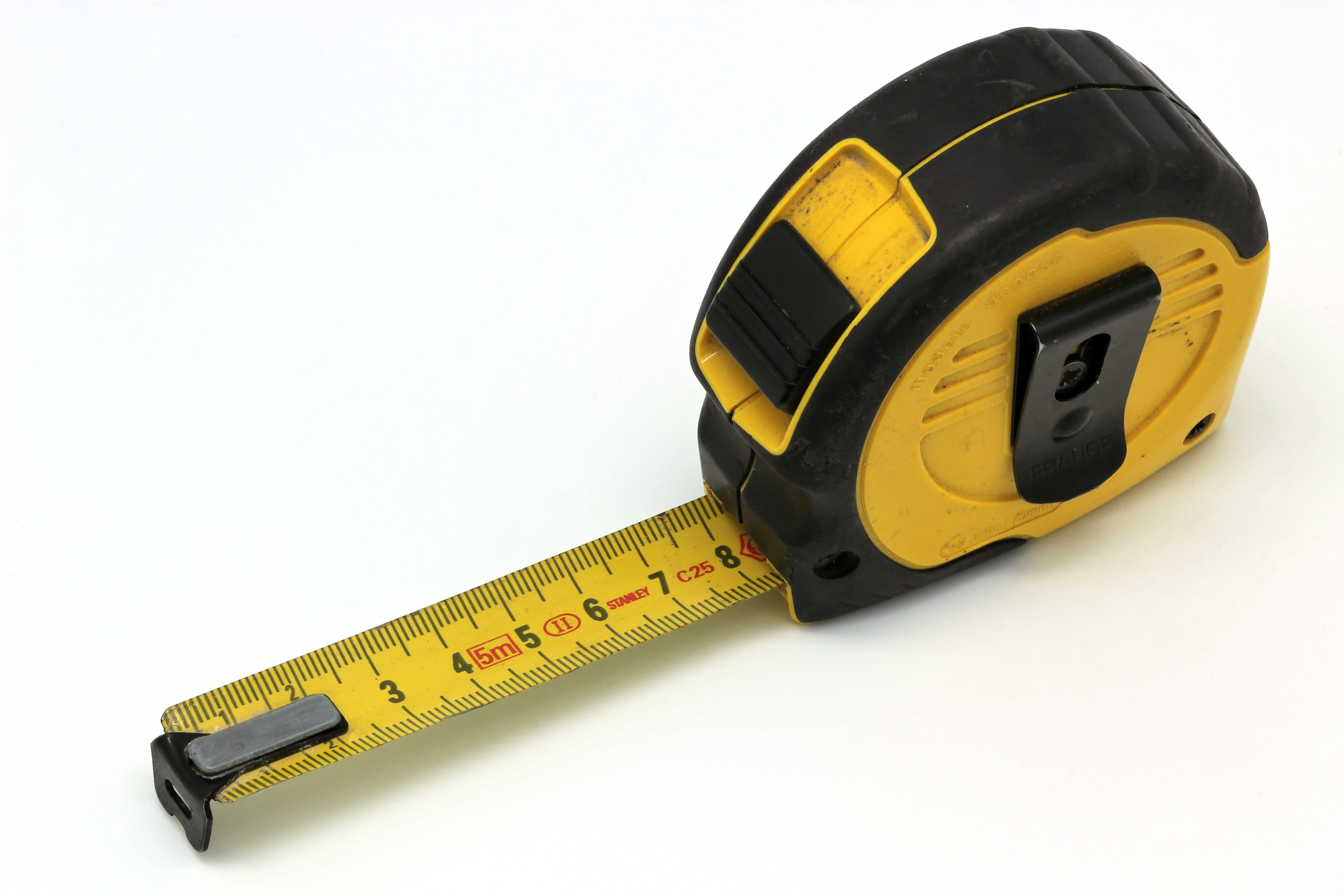
La classe de précision est indiquée sur le ruban. Ici un mètre ruban de classe II.

La précision des mètres ruban est réglementée par la Directive 2014/32/UE du parlement européen et du conseil du 26 février 2014 sur les instruments de mesure. Les erreurs maximales tolérées (EMT) sont définies à l'annexe X MESURES MATÉRIALISÉES (MI-008) chapitre I, paragraphe 2 selon trois classes par une formule de la forme « a + b L » millimètres.
Lorsqu'un intervalle terminal est limité par une surface, l'EMT pour toute distance commençant en ce point est augmentée de la valeur « c » (par exemple présence d'un crochet sur le mètre ruban).
Conditions de référence
Pour les rubans d’une longueur supérieure ou égale à cinq mètres, les erreurs maximales tolérées (EMT) doivent être respectées lorsqu’une force de traction de cinquante Newtons, ou d’autres valeurs de forces spécifiées par le fabricant et marquées en conséquence sur le ruban, sont appliquées; dans le cas de mesures rigides ou semi-rigides, aucune force de traction n’est nécessaire.
La température de référence est de 20 °C, sauf autre spécification du fabricant et marquage correspondant sur la mesure.
« L » est la longueur arrondie au nombre entier de mètres par excès, et « a », « b » et « c » sont des coefficients fixés pour chaque classe de précision comme suit :
| Classe | a   | b    | c    |
| --- | --- | ---- | ---- |
| I | 0,1 | 0,1  | 0,1  |
| II | 0,3 | 0,2  | 0,2  |
| III | 0,6 | 0,4  | 0,3  |
| D classe spéciale pour les rubans d’immersion Jusqu’à 30 m compris                                                                               | 1,5 | zéro | zéro |
| S classe spéciale pour rubans à mesurer les réservoirs Pour chaque tranche de 30 m de longueur lorsque le ruban est appuyé sur une surface plane | 1,5 | zéro | zéro |

Les rubans d’immersion peuvent aussi être des classes I ou II, auquel cas, pour toute longueur entre deux repères d’échelle, l’une sur la sonde et l’autre sur le ruban, l’EMT est ± 0,6 mm lorsque l’application de la formule donne une valeur inférieure à 0,6 mm.
L’erreur maximale tolérée pour la longueur comprise entre deux repères d’échelle consécutifs et la différence maximale tolérée entre les longueurs de deux intervalles consécutifs sont indiquées dans le tableau 2 ci-dessous.
| Longueur i de l’intervalle | EMT ou différence maximale tolérée en millimètres, en fonction de la classe d’exactitude | EMT ou différence maximale tolérée en millimètres, en fonction de la classe d’exactitude | EMT ou différence maximale tolérée en millimètres, en fonction de la classe d’exactitude |
| -------------------------- | ---------------------------------------------------------------------------------------- | ---------------------------------------------------------------------------------------- | ---------------------------------------------------------------------------------------- |
| Longueur i de l’intervalle | I                                                                                        | II                                                                                       | III                                                                                      |
| i ≤ 1 mm                   | 0,1                                                                                      | 0,2                                                                                      | 0,3                                                                                      |
| 1 mm < i ≤ 1 cm            | 0,2                                                                                      | 0,4                                                                                      | 0,6                                                                                      |

Dans le cas d’un mètre pliant, le joint entre deux éléments ne doit pas causer d’erreurs, supplémentaires à celles visées ci-dessus, dépassant 0,3 mm pour la classe II et 0,5 mm pour la classe III.
Matériaux
Les matériaux utilisés pour les mesures matérialisées de longueur doivent être tels que les variations de longueur dues à des variations de température jusqu’à ± 8 °C par rapport à la température de référence ne dépassent pas l’EMT. Cette règle ne s’applique pas aux mesures des classes S et D lorsque le fabricant prévoit que des corrections pour dilatation thermique doivent être apportées aux lectures constatées, si nécessaire.
Les mesures réalisées avec des matériaux dont les dimensions peuvent changer matériellement sous l’effet d’une vaste étendue d’humidité relative ne peuvent être incluses que dans les classes II ou III.
Marquages
La valeur nominale doit être marquée sur la mesure. Les échelles de millimètres doivent être numérotées à chaque centimètre et les mesures ayant un intervalle d’échelle supérieur à 2 cm doivent avoir tous leurs repères numérotés.